# Portret Karola IV (1790)

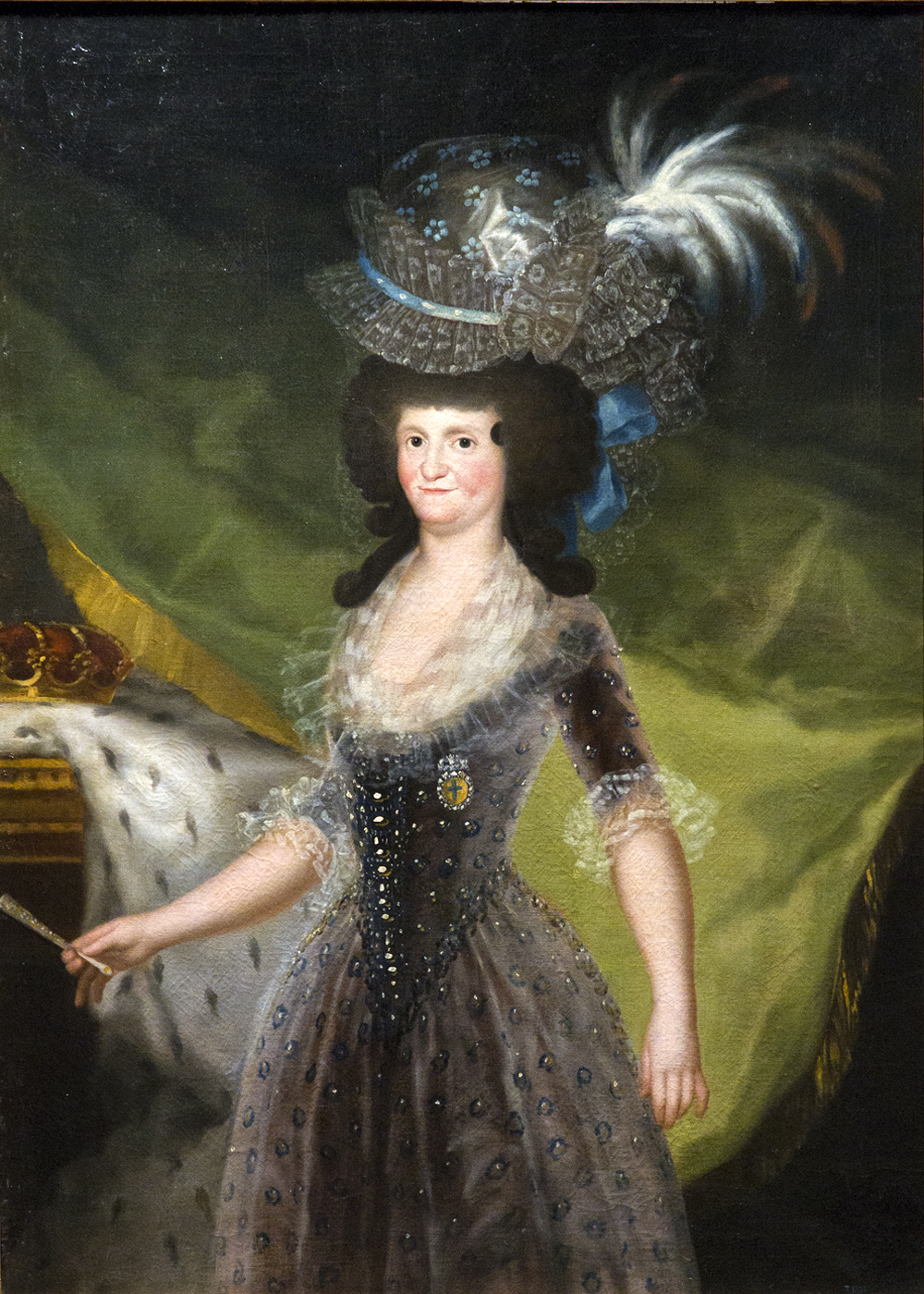
Królowa Maria Ludwika

Portret Karola IV (hiszp. El rey Carlos IV) – obraz olejny hiszpańskiego malarza Francisca Goi (1746–1828) przedstawiający króla Karola IV z dynastii Burbonów. Portret króla i jego pendant Królowa Maria Ludwika należą do zbiorów Prado. Oba obrazy zostały zdeponowane w Museo de Zaragoza, gdzie obecnie są eksponowane.

## Okoliczności powstania
W 1788 roku zmarł Karol III, król Hiszpanii, na którego dworze pracował Goya. Jego najstarszy żyjący syn infant Karol (1748-1819) był królem Neapolu i Sycylii, zrzekł się jednak swojego królestwa na rzecz syna i przybył do Madrytu w 1789 roku, aby objąć tron Hiszpanii jako Karol IV. Nowy król podobnie jak jego ojciec cenił prace Goi i mianował go swoim nadwornym malarzem. Z okazji koronacji powstał portret króla, na podstawie którego Goya wykonał kilka kopii różniących się wielkością i detalami.
Portret powstał w 1790 roku na podstawie podobnych obrazów zatytułowanych Portret Karola IV i Król Karol IV namalowanych przez Goyę rok wcześniej. Była to pierwsza seria podobizn, którą wykonał Goya dla nowej pary królewskiej. Ze względu na napływ licznych zamówień Goya korzystał z pomocy uczniów i pomocników takich jak Agustín Esteve i Asensio Julià. Możliwe, że ta replika jest dziełem Esteve. 

## Opis obrazu
W tej wersji portretu Goya zmienił kolor szat króla ze szkarłatnych na ciemnoniebieskie. Czterdziestoletni król przedstawiony w pozycji stojącej ma na sobie strój z aksamitu ozdobionego srebrnymi haftami, dopełniony przez biały kołnierz we francuskim stylu i koronkowe mankiety. Głowa w białej pudrowanej peruce odcina się od ciemnego tła. Na jego piersi widnieją biało-błękitna wstęga i krzyż Orderu Karola III, czerwona wstęga neapolitańskiego Orderu Świętego Januarego i niebieska wstęga francuskiego Orderu Ducha Świętego. Order Złotego Runa, którego był wielkim mistrzem, jest zawieszony na szyi na czerwonej wstędze i oprawiony diamentami. U jego boku widać rękojeść miecza. Atrybuty władzy takie jak korona i purpurowy płaszcz z gronostajowym podbiciem zostały przedstawione w dyskretny sposób po prawej stronie, zgodnie z hiszpańską tradycją. Tło obrazu stanowi wystawna zielona zasłona. 
Portret jest utrzymany w tonie oficjalnych podobizn królewskich pozostających pod wpływem stylu Velázqueza. Ze względu na koloryt, fakturę i kompozycję nawiązują do prac Antona Rafaela Mengsa. Wyraz twarzy króla jest dobroduszny i nieobecny, brakuje mu typowej dla monarszych portretów królewskiej siły charakteru – Goya przedstawia jego faktyczne słabe i melancholijne usposobienie. Pomimo ograniczeń, jakie narzucał konwencjonalny portret, Goi udało się uchwycić rzeczywiste cechy króla.

## Proweniencja
Obraz znajduje się w zbiorach Prado od 1911, w latach 1925–1961 został przeniesiony do Museo Municipal de San Telmo w San Sebastián. Od 1972 roku jest wystawiany w Museo de Zaragoza, razem ze swoim pendantem, portretem królowej Marii Ludwiki.